# The Best of Black Sabbath
The Best of Black Sabbath – kompilacja utworów grupy Black Sabbath z albumów od 1970 roku do 1983 roku.

## Lista utworów

### Dysk pierwszy
1. „Black Sabbath" (Iommi/Butler/Osbourne/Ward)
2. „The Wizard”
3. „N.I.B.”
4. „Evil Woman" (Larry Weigand)
5. „Wicked World”
6. „War Pigs”
7. „Paranoid”
8. „Planet Caravan”
9. „Iron Man”
10. „Electric Funeral”
11. „Fairies Wear Boots”
12. „Sweet Leaf”
13. „Embryo" (Iommi)
14. „Children of the Grave”
15. „Lord of This World”
16. „Into the Void”

### Dysk drugi
1. „Tomorrow's Dream”
2. „Supernaut”
3. „Snowblind”
4. „Sabbath Bloody Sabbath”
5. „Killing Yourself to Live”
6. „Spiral Architect”
7. „Hole in the Sky”
8. „Don't Start (Too Late)”
9. „Symptom of the Universe”
10. „Am I Going Insane (Radio)”
11. „Dirty Women”
12. „Never Say Die”
13. „A Hard Road”
14. „Heaven and Hell" (Dio/Butler/Ward/Iommi)
15. „Turn Up the Night" (Dio/Butler/Iommi)
16. „The Dark/Zero the Hero" (Gillan/Butler/Ward/Iommi)